# San Daikaijū: Chikyū Saidai no Kessen
San Daikaijū: Chikyū Saidai no Kessen (三大怪獣 地球最大の決戦?) (literalmente Tres grandes monstruos: la batalla más grande de la Tierra), conocida en España como  Godzilla contra Ghidorah, el dragón de tres cabezas, y en  México como Ghidra, monstruo de tres cabezas, es una película de fantasía y ciencia ficción dirigida por Ishirō Honda y de 1964. Es la quinta película de Godzilla (segunda película de Godzilla en el mismo año), tercera de Mothra, segunda de Rodan y primera donde aparece King Ghidorah.
La película marca cambio de Godzila de ser un monstruo destructor del pueblo japonés a ser un héroe salvador del país.

## Argumento
Un agente de policía, Shindo, es designado para ser el guardaespaldas de la princesa Selina Salno de Selgina (un país ficticio, creado para las necesidades de la película) durante su visita en Japón, debido a que sospechan un posible atentado contra su vida. Sin embargo, el avión con la princesa a bordo nunca llegó a Japón. Se destella en el aire y sus restos caen al mar.
Un día aparece públicamente una profetisa, cuyo físico es igual al de la princesa Selina. Dice que es de otro planeta. La profetisa predice unas catástrofes que al final se cumplen, la primera: la aparición de Rodan, luego la destrucción de un barco por Godzilla.
Mientras tanto, el tío de la princesa, quien maneja todo el complot, se entera de que ella sobrevivió su atentado. Envía a su mejor asesino, Malness, a Japón a matar a Selina y robarle su pulsera real. Al nuevo ataque contraviene Shindo, rescatando a Selina, por esto la princesa otra vez sale con vida.
Asimismo, de un meteoro (que realmente era un huevo) sale King Ghidorah creando una nueva amenaza para el país. El gobierno comienza a planear cómo pararlo. La gente todavía tiene en memoria a Mothra y a las Shobijin (las cuales están siendo invitadas a varios programas de televisión). Logran convencerlas a las hadas Shobijin para que pidan ayuda a Mothra. Mothra consiente a ello, pero bajo una condición: los dos kaiju, Godzilla y Rodan, tienen que unirse a Mothra en la lucha contra King Ghidorah en vez de pelearse entre sí. Al llegar a Japón Mothra intenta convencerlos para que le ayuden, tras varias pruebas lo logra.
Y así comienza la batalla entre los kaiju...

## Elenco
- Yosuke Natsuki como el detective Shindo,
- Yuriko Hoshi como Naoko Shindo,
- Hiroshi Koizumi como el profesor Murai,
- Akiko Wakabayashi como la princesa Selina Salno de Selgina,
- Takashi Shimura como el doctor Tsukamoto,
- Hisaya Ito como Malness, el asesino,
- Akihiko Hirata como jefe detective Okita,
- Kenji Sahara como Kanamaki, editor de Naoko,
- The Peanuts como las Shobijin,
- Somesho Matsumoto como un experto de OVNI,
- Ikio Sawamura como el pescador,
- Kozo Nomura como el asistente de Murai,
- Susumu Kurobe, Kazuo Suzuki Toru Ibuki como asistentes de Malness,
- Haruya Kato como periodista,
- Shin Otomo como jefe de Malness,
- Senkichi Omura,
- Eisei Amamoto como Wu,
- Yutaka Nakayama como el turista que pierde el sombrero,
- Yutaka Oka como científico de meteoros,
- Yoshio Kosugi como jefe de la isla Infant,
- Heihachiro Okawa como astronómico,
- Yoshifumi Tajima como capitán del barco,
- Koji Uno, Shigeki Ishida como espectadores,
- Toshihiko Furuta, Kotaro Tomita como habitantes del pueblo,
- Haruo Nakajima como Godzilla,
- Masaki Shinohara como Rodan,
- Shoichi Hirose como King Ghidorah.

## Títulos
- Godzilla contra Ghidorah, el dragón de tres cabezas - el título oficial en España.
- Ghidra, monstruo de tres cabezas - el título oficial en México.
- 三大怪獣　地球最大の決戦, San Daikaijū: Chikyū Saidai no Kessen - el título oficial japonés.
- Tres grandes y extrañas bestias: La batalla más grande en la Tierra - la traducción del título japonés.
- Monster of Monsters, Ghidora - el título inglés oficial de Toho (primera versión).
- Ghidorah, the Three-Headed Monster - el actual título inglés oficial de Toho (en la versión DVD).